# Caenolestes fuliginosus
Caenolestes fuliginosus hay chuột chù túi Ecuador là một loài động vật có vú trong họ Caenolestidae, bộ Paucituberculata. Loài này được Tomes mô tả năm 1863.

## Hình ảnh

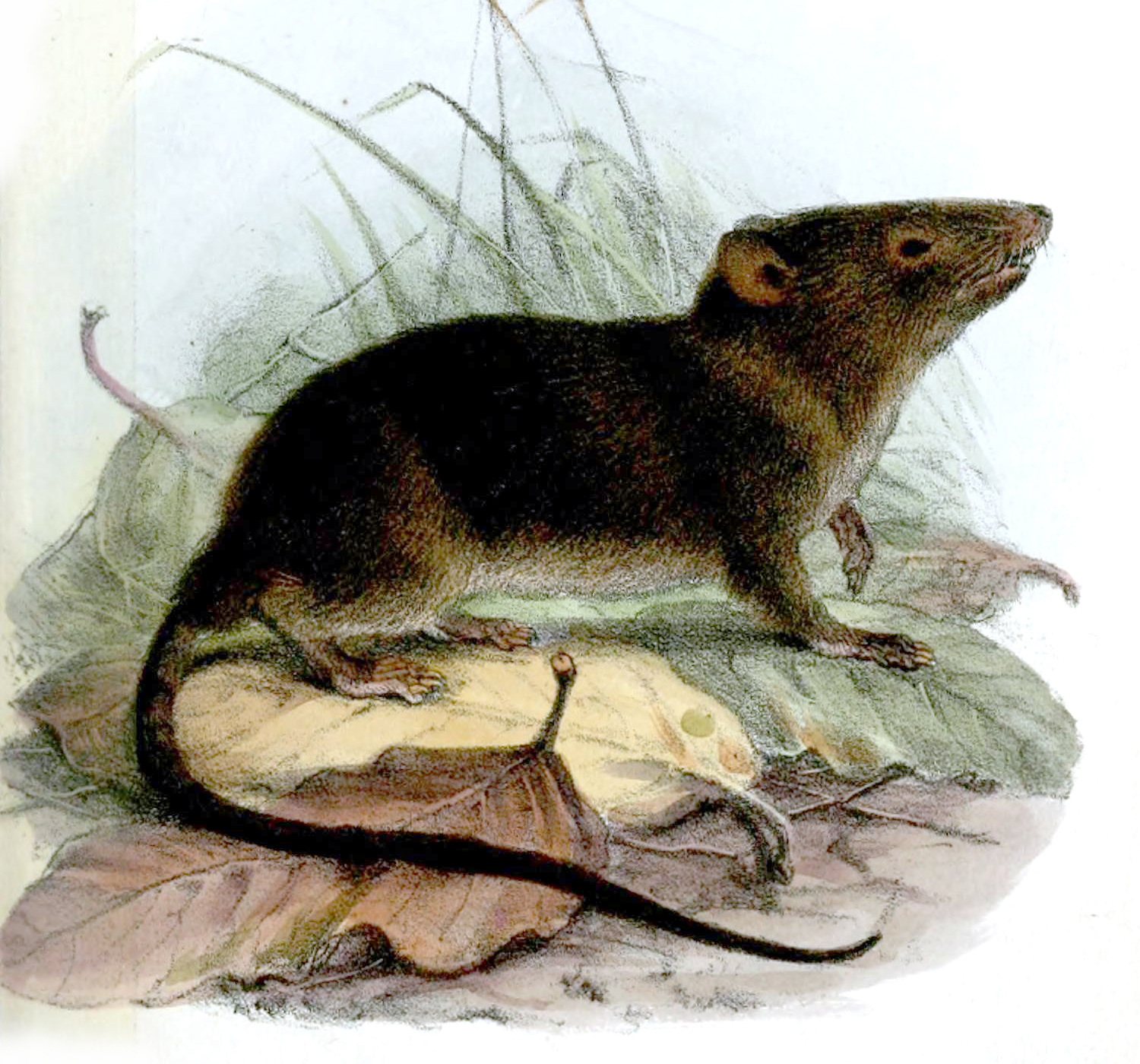
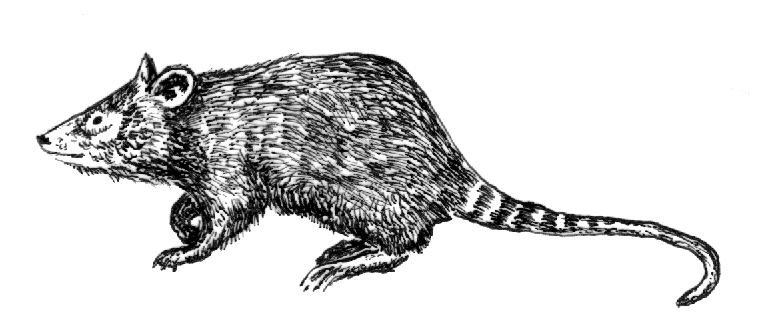
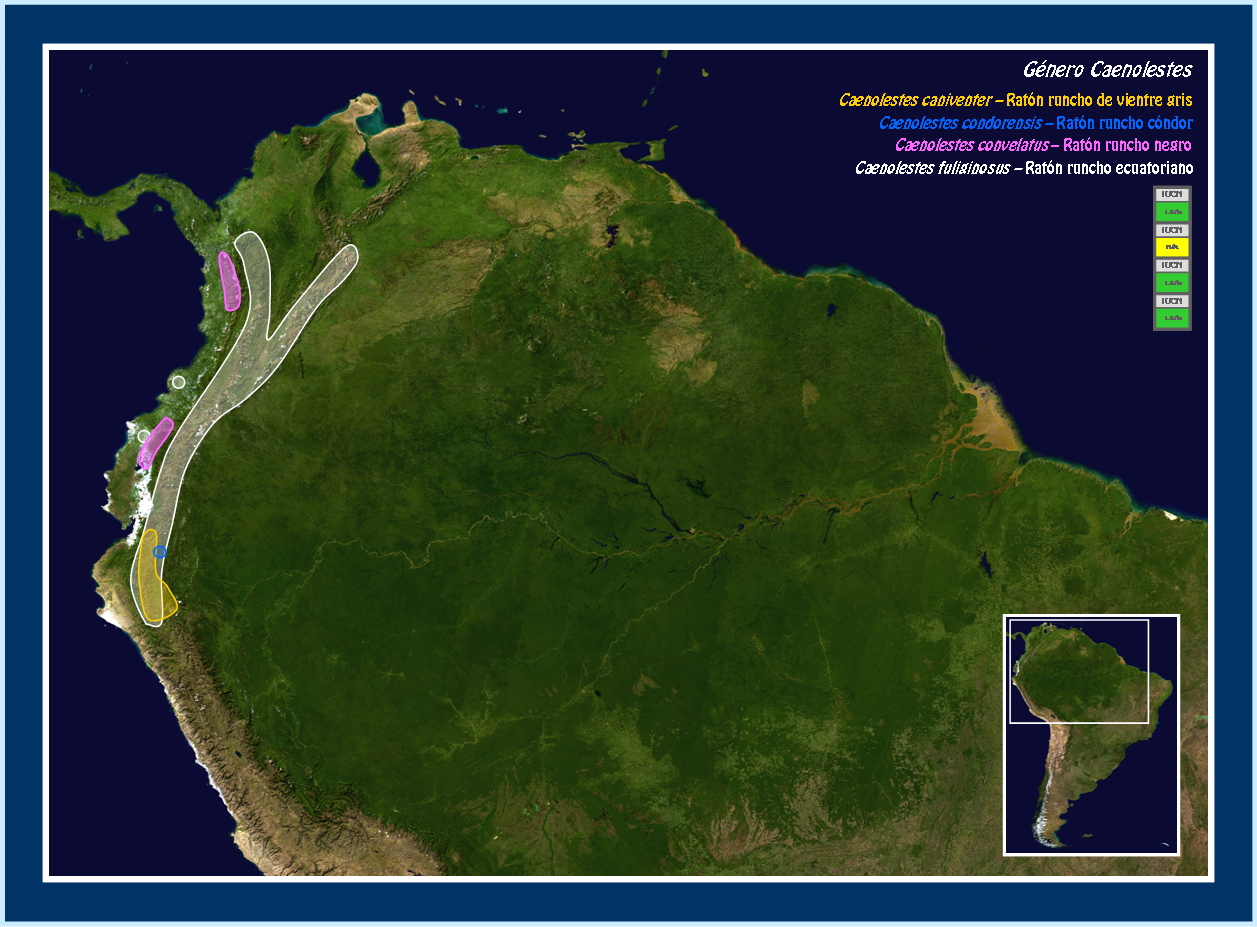
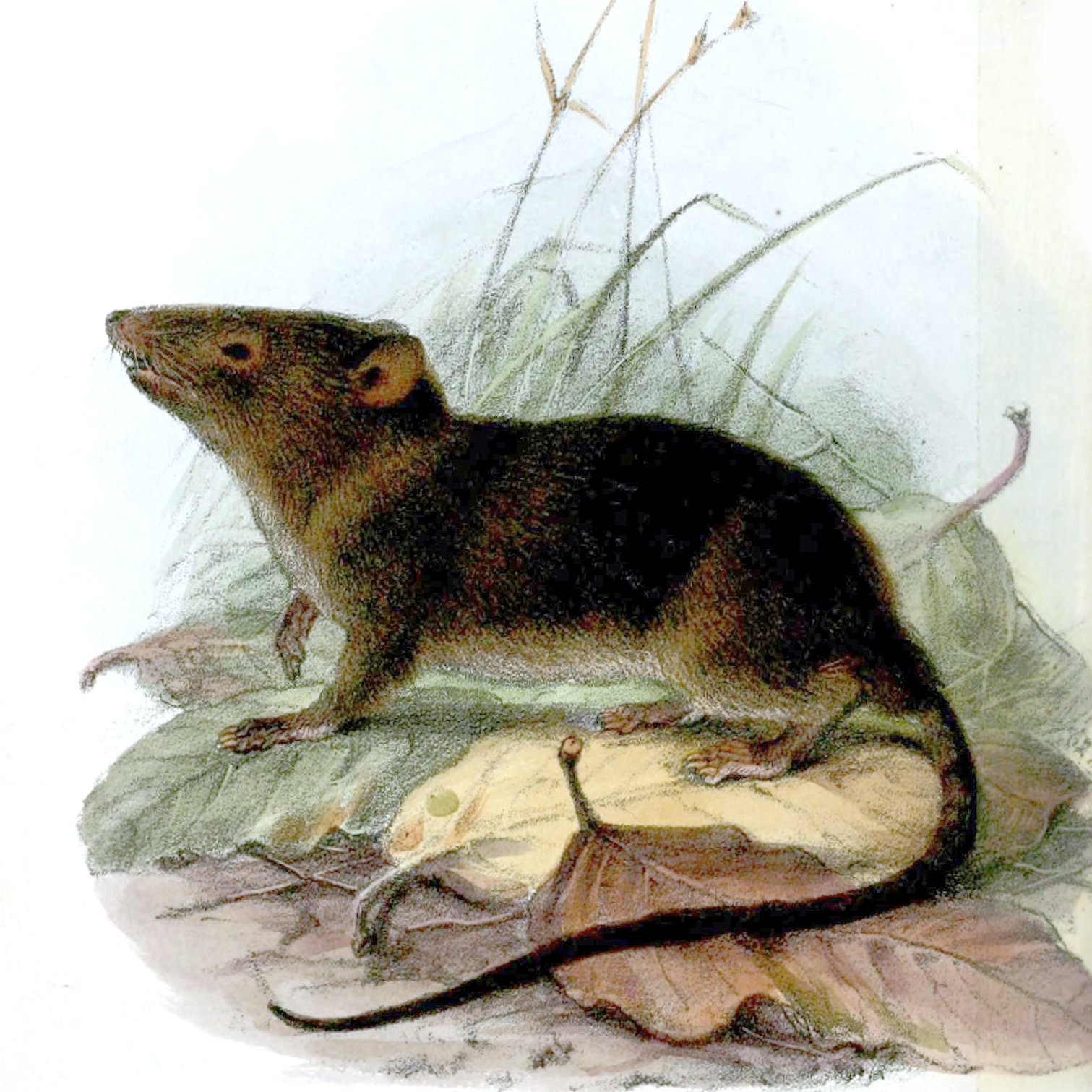